# Mackovice
Mackovice település Csehországban, a Znojmói járásban. Mackovice Dolenice, Čejkovice, Břežany, Oleksovice és Miroslav településekkel határos. Lakosainak száma 388 fő (2024. január 1.).

## Népesség
A település lakosságának változását az alábbi diagram mutatja:
| Lakosok száma | 575  | 652  | 690  | 518  | 443  | 361  | 371  | 366  | 389  | 388  |
|               | 1869 | 1890 | 1921 | 1950 | 1980 | 2001 | 2017 | 2019 | 2022 | 2024 |